# Tropiocolotes tripolitanus
Tropiocolotes tripolitanus (піщаний гекон північний) — вид геконоподібних ящірок родини геконових (Gekkonidae). Мешкає в Північній Африці.

## Підвиди
Виділяють три підвиди:
- Tropiocolotes tripolitanus occidentalis Parker, 1942 — Західна Сахара, Мавританія;
- Tropiocolotes tripolitanus apoklomax Papenfuss, 1969 — Малі;
- Tropiocolotes tripolitanus tripolitanus Peters, 1880 — Туніс, Лівія, Єгипет, Алжир, Малі, Мавританія, Нігер, Судан, Чад.

## Поширення і екологія
Північні піщані гекони мешкають на більшій частині Сахари і на півночі Сахелю, від південно-східної Західної Сахари і Мавританії, західного, центрального і північного Малі, північно-східного Нігера, південного Алжира та центрального і південного Туніса на схід до Лівії і північно-західного Єгипту, трапляються на півночі Чаду. Вони живуть на кам'янистих і в кам'янистих пустелях, в тріщинах серед скель, місцями порослих травою і чагарниками. Трапляються також в піщаних пустелях і напівпустелях та на піщаних дюнах, де рослинний покрив рідкий. Ведуть нічний спосіб життя. Живляться дрібними комахами, зокрема мурахами, термітами і метеликами. Самиці відкладають одне яйце до 6 разів на рік.